# جاكلين سميث
جاكيلين إيلين سميث (بالإنجليزية: Jacquelyn Ellen "Jaclyn" Smith)‏ هي ممثلة وسيدة أعمال أمريكية من أصول بريطانية ولدت في يوم 26 أكتوبر 1945 في مدينة هيوستن في ولاية تكساس في الولايات المتحدة، مثلت في عدة أفلام ومسلسلسلات منها مسلسل ملائكة تشارلي وفيلم ملائكة تشارلي: خنق كامل وفيلم نايتكيل في سنة 1988 وفيلم ديجا فو في سنة 1985 ومسلسل جورج واشنطن في سنة 1984 ومسلسل المقاطعة، وقد ترشحت في سنة 1981 لجائزة غولدن غلوب لأفضل ممثلة - فيلم دراما.

## وصلات خارجية
- جاكلين سميث على موقع IMDb (الإنجليزية)
- جاكلين سميث على موقع روتن توميتوز (الإنجليزية)
- جاكلين سميث على موقع ألو سيني (الفرنسية)
- جاكلين سميث على موقع أول موفي (الإنجليزية)
- جاكلين سميث على موقع قاعدة بيانات الأفلام السويدية (السويدية)
- جاكلين سميث على موقع إن إن دي بي (الإنجليزية)
- جاكلين سميث على موقع قاعدة بيانات الفيلم (الإنجليزية)
- جاكلين سميث على موقع كينوبويسك (الروسية)
- جاكلين سميث على قاعدة بيانات الأفلام على الإنترنت